# Patrycjusz Kosmowski
Patrycjusz Kosmowski (ur. 25 lipca 1947 w Bielsku-Białej) – polski działacz opozycji w PRL, przewodniczący "Solidarności" w rejonie Bielska-Białej.

## Kariera
Absolwent Łódzkiego Uniwersytetu Technicznego (1974), w latach 60, 70 i 80 XX wieku pracował w różnych firmach w swoim rodzinnym mieście, m.in. w komunikacji miejskiej oraz Fabryce Samochodów Małolitrażowych.

## Działania opozycyjne
W sierpniu 1980 roku wyłonił się jako jeden z przewodniczących miejscowych akcji przemysłowych oraz jako organizator pierwszych struktur Solidarności w Bielsku-Białej. 11 września 1980 roku został przewodniczącym miejscowego Międzyzakładowego Komitetu Założycielskiego (MKZ). Pod koniec stycznia 1981 roku także organizował strajk generalny w Bielsku, następnie zostając delegatem Podbeskidzia na I Krajowym Zjeździe Delegatów we wrześniu owego roku. Był również członkiem Narodowej Komisji Koordynacyjnej.
Po wprowadzeniu stanu wojennego w Polsce 13 grudnia 1981 roku pozostał w ukryciu. Został aresztowany 19 stycznia 1982 i skazany na sześć lat więzienia w marcu owego roku. Pierw trafił do więzienia w Raciborzu, następnie do aresztów w Strzelcach Opolskich i Kłodzku. Został uwolniony 25 lipca 1984, po czym wyemigrował do Szwecji, gdzie mieszka do dzisiaj.